# Hyloscirtus staufferorum
Hyloscirtus staufferorum är en groddjursart som först beskrevs av William Edward Duellman och Luis A. Coloma 1993.  Hyloscirtus staufferorum ingår i släktet Hyloscirtus och familjen lövgrodor. IUCN kategoriserar arten globalt som starkt hotad. Inga underarter finns listade i Catalogue of Life.